# Фулвия Плавцила
Публия Фулвия Плавцила (на латински: Publia Fulvia Plautilla; † 211 на остров Липари) е съпруга на наследника на трона Каракала, преди да стане римски император.
Плавцила е дъщеря на преторианския префект Гай Фулвий Плавциан и Хортензия. Плавцила произхожда от Leptis Magna в Либия, родният град на император Септимий Север (193 – 211), бащата на Каракала. Сестра е на Гай Фулвий Плавт Хортензиан.
През април 202 г. наследникът на трона Каракала се жени за Плавцила. Тя получава титлата Августа.
Плавцила ражда на Каракала през 204 г. дъщеря (името ѝ не е известно)
Баща ѝ Плавциан влиза в конфликт с императорката Юлия Домна. Каракала, вижда в Плавциан съперник във властта. Той мрази съпругата си и своя свекър и иска да ги отстрани, колкото се може по-бързо. На 22 февруари 205 г. той смъква с интрига Плавциан и нарежда да го убият в присъствието на императора.
Плавцила и детето ѝ, заедно с брат ѝ Гай Фулвий Плавт Хортензиан, са заточени на остров Липара (днес Липари). След смъртта на баща му (4 февруари 211 г.) Каракала нарежда да убият бившата му съпруга и брат ѝ и да пуснат за нея damnatio memoriae.